# Doekenfilter

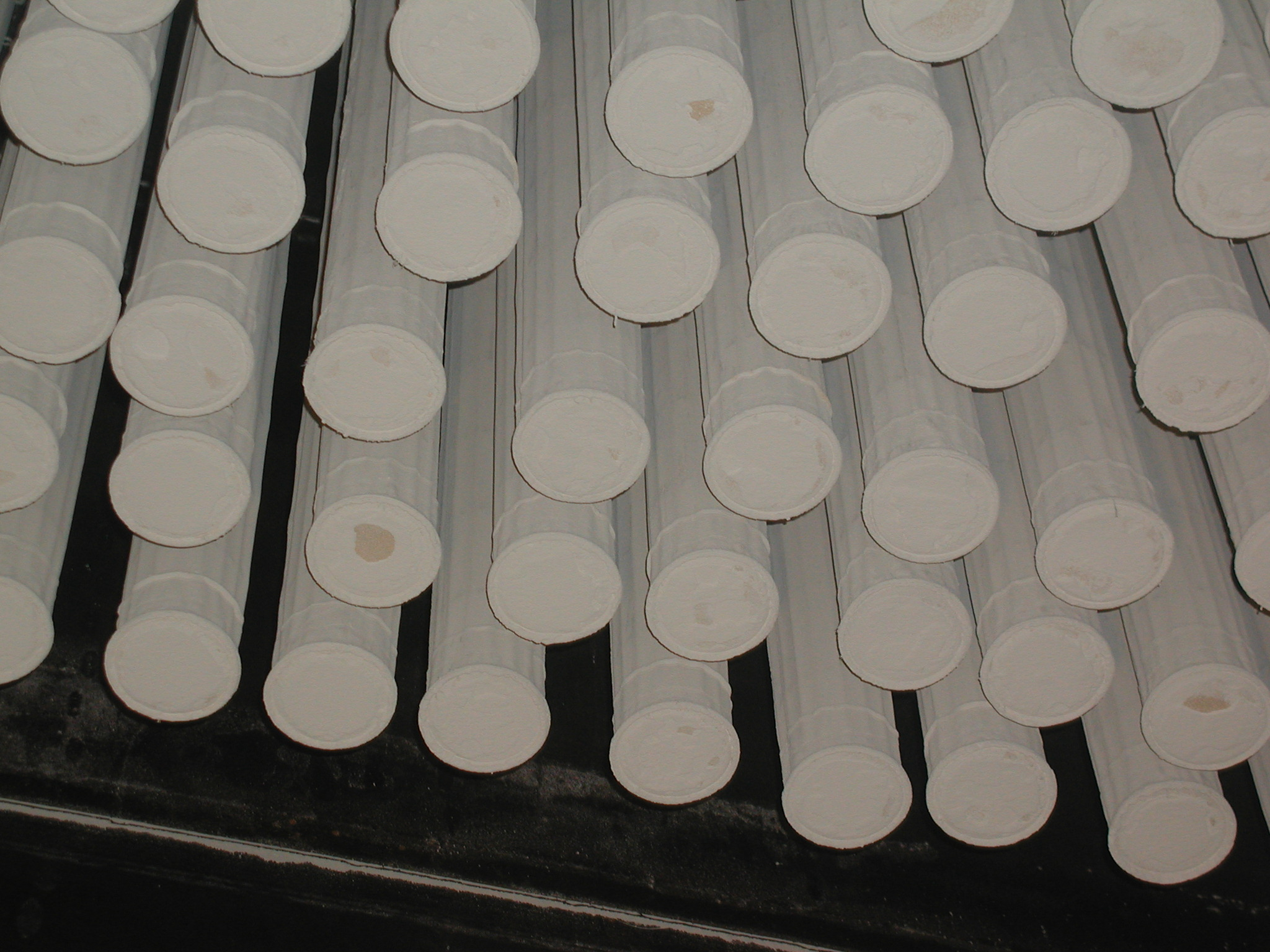
Doekenfilter van onder bezien

Een doekenfilter of zakkenfilter of mouwenfilter is een filter uit textiel dat vaste stofdeeltjes uit rookgas afscheidt.
In vergelijking met andere technieken zoals een elektrostatisch vliegasfilter of een cycloon is de efficiëntie groter > 99%, maar zijn ook de kosten van investering, bedrijf en onderhoud groter.
Doekenfilters worden in een filterhuis met verschillende kamers gebouwd. Elke kamer bevat meerdere rijen cilindrische filterzakken. Die bestaan doorgaans uit vilt of PTFE en zijn om metalen korven bevestigd. Het met vaste stof beladen gas stroomt in de regel van buiten naar binnen. Zo vormt zich een laag stof aan de buitenzijde van het doek. Als de verschildruk over het filter te hoog wordt, wordt met perslucht een stoot gegeven. Die brengt het filterdoek in trilling, waardoor het stof naar beneden valt, waar het in een trechter valt en door een radsluis verwijderd kan worden.
Om schadelijke gassen uit rookgas te verwijderen kan stroomopwaarts ook een reagens in het rookgas verspreid worden zoals kalkmelk, kalk, natriumwaterstofcarbonaat of actieve kool. Die stoffen adsorberen dan de schadelijke stoffen of neutraliseren ze en ze worden dan ook in het doekenfilter tegengehouden.
Toepassingen zijn er in energiecentrales, afvalverbrandingsinstallaties, maar ook voor slijpsel en meel.